# Cystopteris × wagneri
Cystopteris × wagneri là một loài dương xỉ trong họ Cystopteridaceae. Loài này được R.C. Moran mô tả khoa học đầu tiên năm 1983.